# Ned Zelic
Ned Zelic, właśc. Nedjeljko Zelic (ur. 4 lipca 1971 w Sydney) – australijski piłkarz występujący na pozycji obrońcy, były reprezentant tego kraju.
Piłkarz ten reprezentował barwy między innymi klubów takich jak: Dinamo Tbilisi, Borussia Dortmund, Queen’s Park Rangers F.C., Eintracht Frankfurt, AJ Auxerre, TSV 1860 Monachium, Kyoto Purple Sanga, Urawa Red Diamonds, Wacker Innsbruck, Newcastle Jets i Helmond Sport.
Piłkarz w reprezentacji swojego kraju wystąpił 33 razy strzelając 3 gole.

## Sukcesy
- Finał Pucharu UEFA (1993)
- Mistrz Niemiec (1995)
- Mistrz Gruzji (2008)
- Superpuchar Niemiec (1995)
- Puchar Ligi Japońskiej (2003)